# Feltgeniomyces luxemburgensis
Feltgeniomyces luxemburgensis är en svampart som beskrevs av Diederich 1990. Feltgeniomyces luxemburgensis ingår i släktet Feltgeniomyces, divisionen sporsäcksvampar och riket svampar.   Inga underarter finns listade i Catalogue of Life.